# Los tiburones
Los tiburones es una película coproducción de Argentina, España y Uruguay  filmada en colores dirigida por Lucía Garibaldi sobre su propio que se estrenó en Argentina el 2 de mayo de 2019 y tuvo como actores principales a Romina Bentancur, Federico Morosini,  Valeria Lois y Fabián Arenillas.

## Sinopsis
El despertar sexual de una joven quinceañera que vive en un pueblo de la costa atlántica uruguaya.

## Reparto
Intervinieron en el filme los siguientes intérpretes:
- Romina Bentancur ... Rosina
- Federico Morosini ... Joselo
- Valeria Lois ... Madre de Rosina
- Fabián Arenillas ... Padre de Rosina
- Antonella Aquistapache ... Mariana
- Bruno Pereyra
- Jorge Portillo

## Críticas
Gaspar Zimerman en Clarín opinó:

…no es ni más ni menos que una sencilla historia de iniciación… la supuesta presencia de tiburones en las aguas del balneario tiene en vilo a la comunidad local, que teme que los escualos espanten a los turistas y arruinen su principal fuente de ingresos… Uno de los varios elementos de esta historia que se prestan a una lectura alegórica…Algún que otro diálogo tarantinesco…y una descarnada escena de sexo, opuesta a las artificiales convenciones hollywoodenses, son los mojones que marcan el tono liviano pero cargado de empatía de Los tiburones. Si hay algo que logra la película es retratar la confusión y la sensación de soledad que suele reinar en la adolescencia. Ante la indiferencia de sus padres, demasiado ocupados en llegar a fin de mes, y la arquetípica rivalidad con su hermana mayor, Rosina trata de encontrar su lugar en un mundo que no parece prestarle la atención que necesita.

Carla Leonardi en el sitio web asalallena.com escribió:

”Interesante mirada sobre la iniciación sexual…La directora utiliza acertadamente en la puesta en escena el significante del tiburón, el cual irá cobrando diversos sentidos… 
Los tiburones propone una mirada de la iniciación sexual femenina acorde a los tiempos actuales de la nueva oleada feminista, lo cual posiblemente determine que sea mucho mejor recibida y comprendida por el público femenino que por el masculino, al que le puede resultar mucho más difícil empatizar con un personaje cuyas reacciones quizá no comprenda del todo y le resulten temerarias. El acierto de Lucía Garibaldi es tratar las emociones de la protagonista con sutileza, evitando caer en bajadas de línea panfletarias y sin descuidar el aspecto estético, que se expresa en el contraste entre la cálida luminosidad de los planos generales en la playa y las oscuras pulsiones de Rosina.”

## Premios y nominaciones
En la Competencia internacional en el Buenos Aires Festival Internacional de Cine Independiente de 2019 fue galardonada con el Premio Especial del Jurado y nominada al Premio a la Mejor Película. 
Ganó el premio a la mejor Dirección de ficción en el Festival de Sundance 2019. donde además el filme estuvo nominado al Premio a la Mejor Película de ficción.
En el Festival Internacional de Cine de Guadalajara de 2019 recibió el Premio especial del jurado em la Competencia Iberoamericana, Romina Bentancour ganó el Premio Mayahuel a la mejor actriz, Lucía Garibaldi ganó el Premio al Mejor Argumento y el filme estuvo nominado al Premio a la Mejor Película iberoamericana. 
En el Festival Internacional de Cine de Seattle 2019 el filme estuvo nominado al Premio a la Mejor Película iberoamericana. 
En el Festival de Cine Latinoamericano de Toullouse de 2019 Ganó el Gran Premio al largometraje de ficción.
| Año  | Festival                                                  | País           | Ciudad        | Premio                           | Resultado |
| ---- | --------------------------------------------------------- | -------------- | ------------- | -------------------------------- | --------- |
| 2019 | Buenos Aires Festival Internacional de Cine Independiente | Argentina      | Buenos Aires  | Premio Especial del Jurado       | Ganador   |
| 2019 | Buenos Aires Festival Internacional de Cine Independiente | Argentina      | Buenos Aires  | Premio FEISAL                    | Ganador   |
| 2019 | Buenos Aires Festival Internacional de Cine Independiente | Argentina      | Buenos Aires  | Mejor Película                   | Nominado  |
| 2019 | Festival Internacional de Cine en Guadalajara             | México         | México        | Premio Especial del Jurado       | Ganador   |
| 2019 | Festival Internacional de Cine en Guadalajara             | México         | México        | Mejor Actriz                     | Ganador   |
| 2019 | Festival Internacional de Cine en Guadalajara             | México         | México        | Mejor Guion                      | Ganador   |
| 2019 | Festival Internacional de Cine en Guadalajara             | México         | México        | Jurado Ibero-Americano           | Ganador   |
| 2019 | Festival Internacional de Cine en Guadalajara             | México         | México        | Mejor Película                   | Nominado  |
| 2019 | Festival de Cine de Lima                                  | Perú           | Lima          | Mejor Ópera prima                | Ganador   |
| 2019 | Festival de Cine de Lima                                  | Perú           | Lima          | Mejor película                   | Nominado  |
| 2019 | Festival de cine de San Sebastián                         | España         | San Sebastián | Premio Horizontes                | Nominado  |
| 2019 | Santiago Festival Internacional de Cine                   | Chile          | Santiago      | Gran Premio del Jurado           | Nominado  |
| 2019 | Seattle International Film Festival                       | Estados Unidos | Seattle       | Competición Ibero-Americana      | Nominado  |
| 2019 | Sundance Film Festival                                    | Estados Unidos | Sundance      | Mejor Director                   | Ganador   |
| 2019 | Sundance Film Festival                                    | Estados Unidos | Sundance      | Gran Premio del Jurado           | Nominado  |
| 2019 | Muestra Internacional de Cine de São Paulo                | Brasil         | São Paulo     | Competición de nuevos directores | Nominado  |
| 2019 | Festival de Cine Latinoamericano de Toulouse              | Francia        | Toulouse      | Grand Prix                       | Ganador   |
| 2018 | Festival de cine de San Sebastián                         | España         | San Sebastián | Films in Progress Award          | Ganador   |